# Stanislav Komočar
Stanislav Komočar, slovenski nogometaš, * 20. februar 1967.
Komočar je v jugoslovanski ligi devet sezon igral za kluba Olimpija in Dinamo Zagreb. V slovenski ligi je igral za klube Kočevje, Svoboda, Gorica in Vevče. Skupno je v prvi slovenski ligi odigral 82 prvenstvenih tekem in dosegel osem golov.